# Antonio Napolioni
Antonio Napolioni (* 11. prosince 1957 Camerino) je italský římskokatolický duchovní a biskup Cremony.

## Život
Narodil se 11. prosince 1957 v Camerinu.
Studoval právo na Univerzitě Camerino. Poté vstoupil do kněžského semináře ve Fano. Po teologickém studiu byl 25. června 1983 arcibiskupem Brunem Frattegianim vysvěcen na kněze a inkardinován do Arcidiecéze Camerino-San Severino Marche. Následně odešel do Říma, kde se věnoval doktorskému studiu teologie, pastoraci mládeže a katechismu na Papežské salesiánské univerzitě .
Stal se vedoucím katechetického úřadu arcidiecéze a od roku 1990 sekretářem arcibiskupa. Byl také farním vikářem katedrály. Roku 1993 byl ustanoven vicerektorem Papežského regionálního semináře Marche a v letech 1998–2010 byl jeho rektorem. Vyučoval pastorální teologii na Papežské lateránské univerzitě. Od roku 2010 měl na starost farnost svatého Severina v San Severino Marche a zároveň se jako biskupský vikář staral o pastoraci rodin v arcidiecézi.
Dne 16. listopadu 2015 jej papež František jmenoval biskupem Cremony. Biskupské svěcení přijal 30. ledna 2016 z rukou biskupa Dante Lafranconiho a spolusvětiteli byli arcibiskup Francesco Giovanni Brugnaro a arcibiskup Francesco Gioia.